# Sigrid Lorenzen Rupp
Sigrid Lorenzen Rupp (Bremerhaven, Alemania 1943 –  Big Sur, California, Estados Unidos, 27 de mayo de 2004) fue una arquitecta germano-estadounidense. Trabajó en su propia empresa, SLR Architects, en East Palo Alto (California), de 1976 a 1998, y se especializó en el diseño de instalaciones para compañías tecnológicas en Silicon Valley.

## Educación y vida tempranas
Rupp nació en Bremerhaven en 1943 y a los 10 años emigró a Oakland (California) con su familia. Se interesó por la arquitectura durante la infancia a causa del boom de la reconstrucción alemán que tuvo lugar después de la Segunda Guerra Mundial en el marco del Milagro económico alemán. Estudió arquitectura en la Universidad de California en Berkeley, graduándose en 1966.

## Carrera profesional
Tras acabar sus estudios en arquitectura, Rupp trabajó para varias empresas en el área de la Bahía de San Francisco. Llegó a ser arquitecta acreditada en California en 1971 y abrió su propia empresa, SLR Architects, en 1976.
Se especializó en instalaciones técnicas e industriales y creó diseños para muchas compañías tecnológicas de reciente creación en Silicon Valley, incluyendo Amdahl Corporation, Apple Computer, Claris, IBM, Raychem, Sun Microsystems y Tandem Computers. Su diseño de una instalación de pruebas para Apple ganó el premió de honor del American Institute of Architects (AIA). Diseñó una residencia de estudiantes y un edificio de prensa para la Universidad de Stanford, y también completó proyectos para AT&T, Pacific Bell, Pan Am, United Airlines y la Universidad Estatal de San José..
Su empresa SRL Architects, que estaba ubicada en East Palo Alto (California), cerró en 1998 cuando Rupp se retiró.
Rupp era una defensora de los derechos de las mujeres y fue miembro de la Organization of Women Architects, la Union Internationale des Femmes Architectes y la AIA. En 1998, su obra fue incluida en la colección realizada por el International Archive of Women in Architecture. Ella decía que había comenzado a hacer campaña en relación con los problemas de las mujeres "simplemente porque yo no quería que hubiese ninguno [de estos problemas]. Parecía que el momento de las diferencias de género debería haber acabado hacía tiempo".
Fue presidenta de la City of Palo Alto Architectural Review, directora de la división de Santa Clara del AIA y directora de California Women in Environmental Design.

## Muerte
En noviembre de 2003 le diagnosticaron un cáncer de estómago y murió el 27 de mayo de 2004.